# Parablennius tentacularis
La bavosa cornuta (Parablennius tentacularis) è un pesce di mare appartenente alla famiglia Blenniidae.

## Distribuzione e habitat
Questa specie, oltre che nel mar Mediterraneo occidentale e nel mar Nero vive nell'Oceano Atlantico orientale tra il golfo di Guascogna a nord ed un punto imprecisato della costa africana a sud.
Vive soprattutto tra gli scogli ricchi di sedimento, o anche tra le posidonie, sempre a profondità non superiori ai 10 metri.

## Descrizione
I tentacoli sopraorbitari sono molto lunghi (soprattutto nei maschi), carnosi e con alcune brevi ramificazioni sul lato posteriore; vengono spesso tenuti rivolti in avanti. La pinna dorsale non è incisa.
La livrea è variabile ma comunque ci sono delle ornamentazioni scure sui fianchi con andamento a "zig zag", all'estremità superiore della pinna dorsale spesso è presente una macchia scura.

## Alimentazione
Basata su piccoli Crostacei.

## Riproduzione
Avviene nella tarda primavera.

## Galleria d'immagini

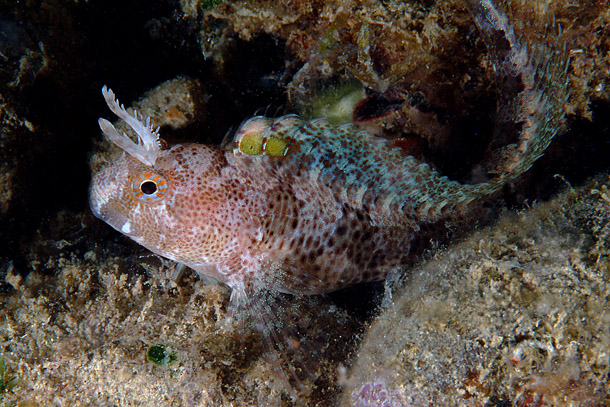
Particolare della testa e dei tentacoli cefalici.
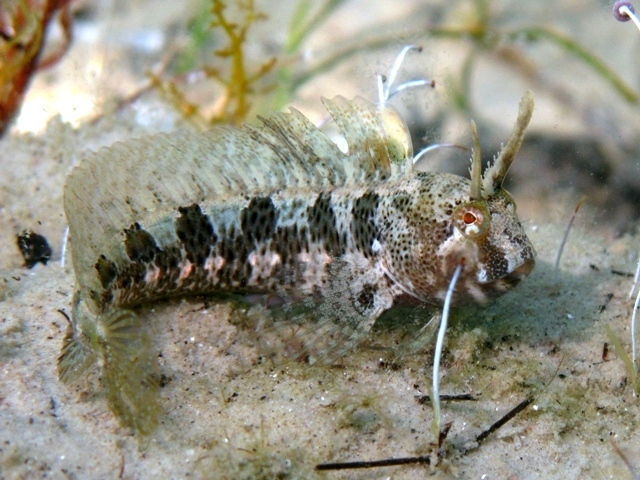
esemplare nel Mar Mediterraneo (Croazia).